# Kranichstein
Kranichstein, Darmstadt-Kranichstein — dzielnica miasta Darmstadt w Niemczech, w kraju związkowym Hesja.